# Balduin IV av Flandern
Balduin IV av Flandern, född 980, död 1036, var greve av Flandern från 988. Balduin var son till Arnold II av Flandern och Rosela av Lombardiet som 988 blev fransk drottning genom giftermål med Robert II av Frankrike. Far till sin efterträdare Balduin V av Flandern.
Under Balduins styre inleddes Flanderns länsförhållande till Tysk-romerska riket då Valenciennes och Walcheren erhölls som tyskt län.